# Mario Del Monaco
Mario Del Monaco (ur. 27 lipca 1915 we Florencji, zm. 16 października 1982 w Mestre) – włoski śpiewak operowy, tenor, uważany za jednego z najwybitniejszych artystów operowych XX wieku.

## Życiorys
Del Monaco urodził się w muzykalnej, dobrze sytuowanej rodzinie urzędnika państwowego. W dzieciństwie wiele podróżował – spędził pierwsze cztery lata we Florencji, następnie w Cremonie i Pesaro. Naukę muzyki rozpoczął od gry na skrzypcach, jednak naukę w konserwatorium w Pesaro podjął w klasie śpiewu, w której studiowała także jego przyszła partnerka sceniczna Renata Tebaldi. Dzięki wygranemu konkursowi młodych talentów wokalnych dostał szansę debiutu w Teatrze im. Pucciniego w Mediolanie w 1940 r. Zagrał Pinkertona w Madame Butterfly i momentalnie zdobył sobie sławę jednego z trzech wielkich tenorów lat 50., obok Giuseppe Di Stefano i Franco Corellego. Specjalizował się w repertuarze włoskim, grając na przestrzeni lat w teatrach Mediolanu, Neapolu i Werony oraz w Covent Garden m.in.:
- Turiddu w Rycerskości wieśniaczej (Pietro Mascagni)
- Alfreda w Traviacie (Giuseppe Verdi)
- kawalera des Grieux w Manon Lescaut (Giacomo Puccini)
- Andreę Cheniera w operze pod tym samym tytułem (Umberto Giordano)
- Radamesa w Aidzie (Verdi)
- Don Josego w Carmen (Georges Bizet)
- Manrico – tytułowy Trubadur (Verdi)

W 1946 r. odbył tournée po Ameryce Południowej, grając w Dziewczynie ze Złotego Zachodu i Mefistofelesie. Po swoim powrocie ponownie śpiewał Andreę Chéniera w La Scali oraz wystąpił w filmie kryminalnym Człowiek w szarych spodniach, w którym śpiewał kilka arii operowych. W 1950 r. po raz pierwszy zagrał Otella w operze Giuseppe Verdiego pod tym samym tytułem. Stał się on jego legendarną rolą zagrał ją 427 razy i został pochowany w kostiumie tego bohatera.
W lipcu tego samego roku znowu zaczął występować za oceanem, grając w San Francisco w Aidzie, a następnie cztery sezony występując w Metropolitan Opera. Wykreował w niej nową rolę Cavaradossiego w Tosce oraz Pollia w Normie. W 1959 r. zachwycił z kolei publiczność radziecką rolami Cania w Pajacach oraz Don Josego w Carmen. Otrzymał nawet Akademicką Nagrodę im. Lenina. W 1960 r. zagrał Samsona w Samsonie i Dalili w paryskiej Operze Garnier. W 1963 uległ poważnemu wypadkowi drogowemu pod Monachium, jednak w osiem miesięcy zdołał wrócić do pełni sił i ponownie wykonywać rolę Cavaradossiego.
Zakończył karierę w 1975 r. Ostatnim jego występem były oficjalne obchody stulecia urodzin Enrico Caruso.
Od 1941 r. był żonaty z sopranistką Riną Filippini. Jego syn Giancarlo jest reżyserem teatralnym.